# Grimoald de Baviera
Grimoald de Baviera, anomenat també Grimuald, Grimald, Grimwald (+ 725), va ser duc de Baviera de la dinastia dels agilolfings des del 715 fins a la seva mort, en un principi amb menors atribucions que el seu pare Teodó II de Baviera, cap suprem del ducat dividit entre els seus quatre fills, els germans de Grimoald, Teodebert, Tedoald i Tassiló II; vers el 719 la mort dels seus tres germans li va permetre unificar Baviera sota el seu govern.
Era segurament el menor dels fills de Teodó II de Baviera i oncle de Suanaquilda de Baviera, segona esposa de Carles Martell. Primer va ser nomenat cogovernant junt als seus germans i la divisió, si fou territorial, no fou efectiva abans de la mort del pare vers el 716 o 717, i llavors Grimoald hauria governat al territori de la diòcesi de Freising, segons les referències a la Vita Corbiniani. A la mort de Teodó II es va iniciar la guerra civil i els seus tres germans van morir a l'entorn del 719, convertint-se Grimoald en duc únic amb totes les atribucions que posseïa el seu pare. Grimoald no hauria participat en la guerra potser perquè era molt jove.
Va ser Grimoald qui va proposar a Sant Corbinià visitar Baviera l'any 724 per evangelitzar els territoris.
Grimald es va casar amb la vídua del seu germà Tedoald, Biltrudis (o Piltruda) però a causa de la llei canònica això era considerat un incest. Sant Corbinià ràpidament va denunciar l'escàndol i la ira del duc no es va fer esperar, provocant la fugida del sant. A l'any següent, 725, Carles Martell va marxar cap a Baviera per alliberar Biltrudis i Suanaquilda, matant a Grimoald en batalla.
És incert si Hugobert fou fill seu o del seu germà Teodebert, però aquesta darrera opció sembla més probable, ja que si el matrimoni de Grimoald i Biltrudis era considerat nul, no és probable que Hugobert hagués estat acceptat com a duc pels francs després d'enderrocar a Grimoald.